# Georg Pauli

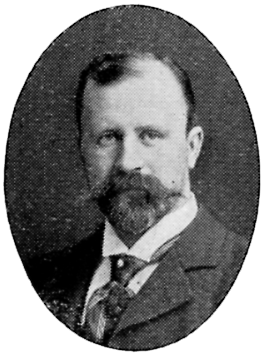
Georg Pauli.

Georg Vilhelm Pauli  (Jönköping, Zweden, 2 juli 1855 - Stockholm, Zweden, 28 november 1935) was een Zweeds schilder.

## Biografie
Hij was de zoon van apotheker en parfumfabrikant August Ferdinand Pauli (1815-1904) en Maria Laurentia Augusta Gagner. Het geslacht Pauli is oorspronkelijk afkomstig uit Italië en werd in 1625 verheven in de Zweedse adelstand. In 1887 trouwde Georg Pauli met Hanna Hirsch, die ook als kunstenaar werkzaam was. Georg Pauli woonde van 1905 tot aan zijn dood in Storängen, Nacka, in de directe omgeving van Stockholm.
Georg Pauli studeerde aan de kunstacademie in Stockholm, daarna in Parijs en Italië. Hij heeft veel studiereizen naar het buitenland ondernomen. 

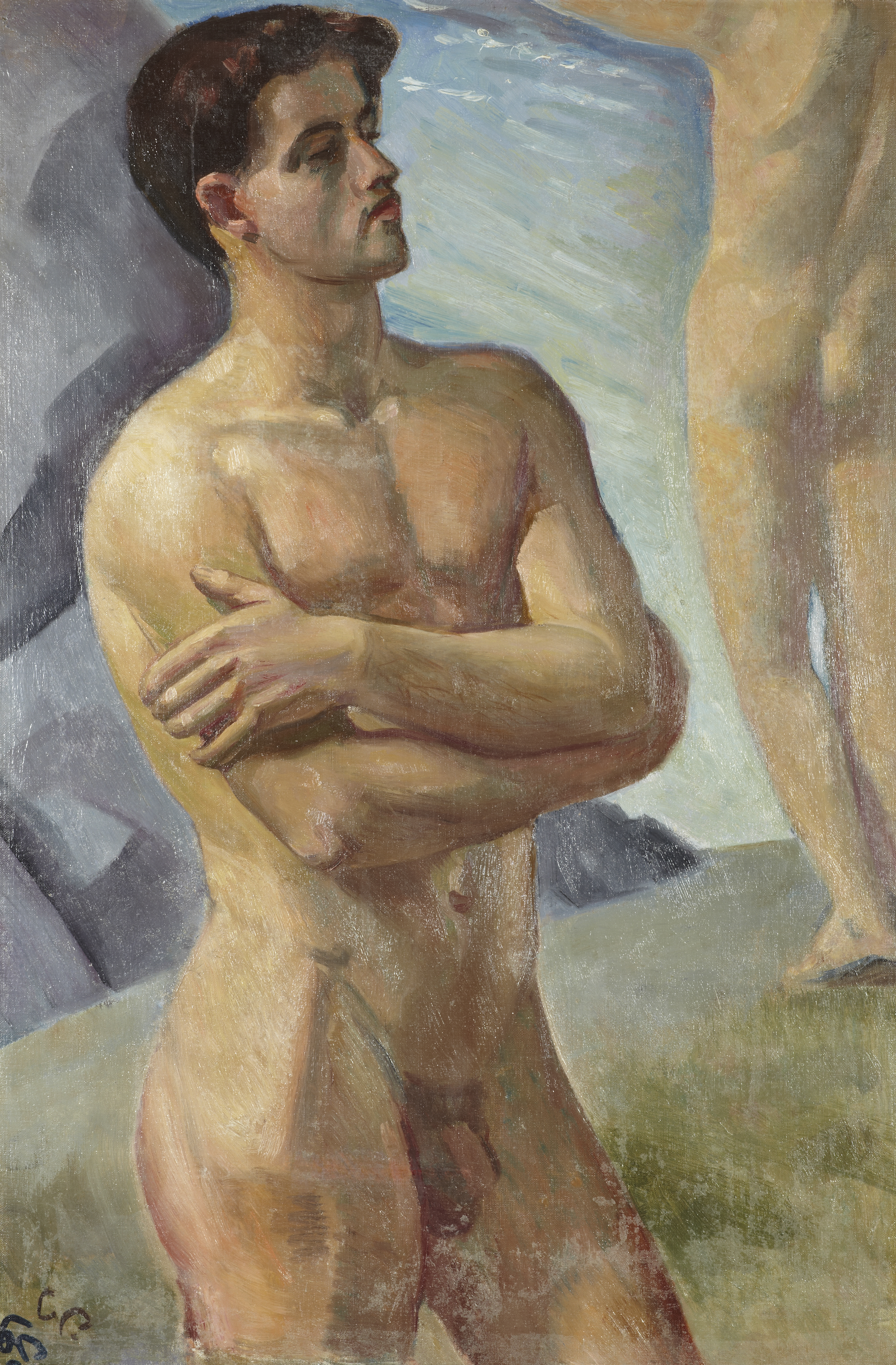
Badende mannen van Pauli.

Hij heeft zich veel beziggehouden met wandschilderkunst, waarbij Pierre Puvis de Chavannes als groot voorbeeld gold. Belangrijke plaatsen die hij voorzag van fresco’s zijn het voormalige Kunstmuseum van Göteborg (tegenwoordig Göteborgs Stadsmuseum), Prins Eugens Waldemarsudde in Stockholm en het hoofdkantoor van Handelsbanken, eveneens in Stockholm. Daarnaast heeft hij – zonder succes - deelgenomen aan de ontwerpwedstrijd voor de decoratie van de hal van het Nationalmuseum in Stockholm. Carl Larsson kreeg uiteindelijk de opdracht dit museum van wandschilderingen te voorzien.
Rond 1910 verandert de stijl waarin Pauli werkt, wanneer hij in de toen actuele kubistische stijl gaat werken. Tot dan toe waren zijn werken het beste meestal als neo-impressionistisch en symbolistisch te kwalificeren. Ondanks zijn stijlomslag is hij de principes van Puvis de Chavannes ten aanzien van decoratieve wandschilderkunst altijd trouw gebleven. Dit komt in het bijzonder tot uitdrukking in de talrijke publicaties die hij heeft geschreven over wandschilderkunst. Naast beeldend kunstenaar was Pauli steeds betrokken bij het kunstdebat in de periode 1890 – 1935. Verder was Pauli boekillustrator, onder andere van Selma Lagerlöfs Gösta Berglings saga.
Samen met Carl Larsson was Georg Pauli de belangrijkste vertegenwoordiger van de Zweedse wandschilderkunst rond 1900.

## Litaratuur
- Ingrid Böhn-Jullander: Georg Pauli. Konstnär, författare, debattör, Stockholm 1994
- Hans Henrik Brummer e.a.: Konstnärsparet Hanna och Georg Pauli, Stockholm 1997

- Gemeinsame Normdatei: 119255766
- International Standard Name Identifier: 0000 0000 8361 4550
- KulturNav: a3183af2-1759-4df3-8511-faa8c98eafbf
- Library of Congress Control Number: n96029537
- Nationale Bibliotheek van Israël: 987007311039505171
- Nederlandse Thesaurus van Auteursnamen: 140760660
- RKD-Nederlands Instituut voor Kunstgeschiedenis: 62145
- LIBRIS: 220569
- Système universitaire de documentation: 191781967
- Union List of Artist Names: 500107733
- Virtual International Authority File: 18027551
- WorldCat: E39PBJvRVwQBJDfbPfPCbqGmBP